# Aagje Deken

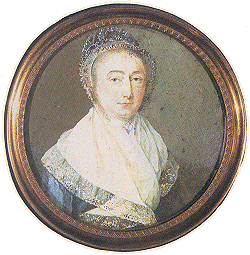
Portretul Aghatei Deken, autor necunoscut

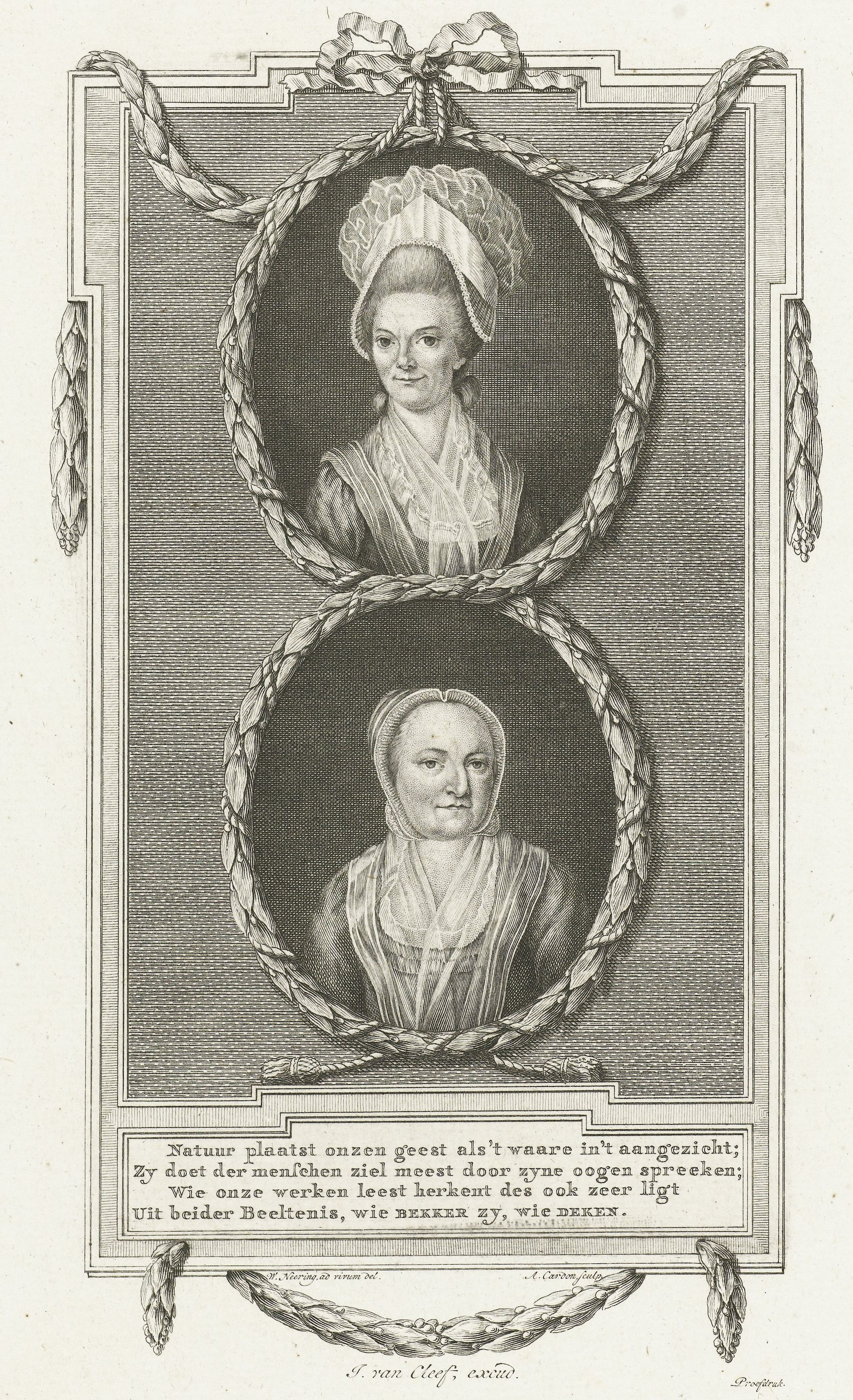
Aagje Deken (partea de jos) și Betje Wolff

Aagje Deken (pseudonimul literar al Agathei Deken n. 10 decembrie 1741, Amstelveen, Olanda de Nord, Țările de Jos – d. 14 noiembrie 1804, Haga, Batavian Commonwealth⁠(d), Republica Batavă) a fost o scriitoare neerlandeză.
Agatha Deken s-a născut în 1741. În 1745 părinții ei au murit și ea a mers să locuiască în orfelinatul "Oranje Appel" din Amsterdam, unde a locuit până în 1767. După părăsirea orfelinatului a slujit în mai multe familii și a început ulterior o afacere cu cafea și ceai. În 1769 s-a alăturat comunității baptiste din Amsterdam.
La vârsta de 29 de ani, s-a mutat la doamna Maria Bosch, ca asistentă medicală. Maria Bosch a murit în 1773. În 1775 a publicat colecția de poezii Stichtelijke gedichten, pe care o scrisese împreună cu Maria Bosch.
1776 este începutul unei corespondențe între Aagje Deken și Betje Wolff, care deja publicase mai multe lucrări la acel moment. În luna octombrie a acelui an s-au întâlnit pentru prima dată. După moartea soțului lui Betje, cele două femei au trăit împreună. În septembrie 1777 au publicat prima lor lucrare comună: Brieven ("Letters"). În 1781, Deken a moștenit o sumă de 13.000 de guldeni și au mers să locuiască într-un conac din Beverwijk. Ele au publicat romanul de succes Sara Burgerhart.
Srâmtorate financiar, ele s-au întors în Olanda în 1797 și au trăit la Haga. Aagje Deken a murit la 14 noiembrie 1804, la nouă zile după Betje Wolff. Ambele au fost îngropate în Scheveningen.

## Opere
- 1775 - Stichtelijke gedichten (scrisă împreună cu Maria Bosch)
- 1781 - Economische liedjes (scris împreună cu Betje Wolff)
- 1782 - La storia della signorina Sara Burgerhart (De Historie van mejuffrouw Sara Burgerhart ", scris cu Betje Wolff)
- 1783 - Voorrede voor den tweeden druk (scris împreună cu Betje Wolff)
- 1784-1785 - Historie van den heer Willem Leevend (scris împreună cu Betje Wolff)
- 1793-1796 - Historie van mejuffrouw Cornelia Wildschut (scris împreună cu Betje Wolff)
- 1799 - Mijn offerande aan het vaderland
- 1804 - Liederen voor den boerenstand
- 1805 - Liederen voor ouders en kinderen